# Popeye the Sailor Meets Ali Baba's Forty Thieves
Popeye the Sailor Meets Ali Baba's Forty Thieves es un cortometraje animado de 1937 producido por Fleischer Studios y distribuido por Paramount Pictures. Fue dirigido por Dave Fleischer y la animación estuvo a cargo de Willard Bowsky, Orestes Calpini y George Germanetti. Fue uno de los tres cortometrajes de Popeye producidos por Fleischer Studios en color, siendo los otros dos Popeye the Sailor Meets Sindbad the Sailor (1936) y Aladdin and His Wonderful Lamp (1939).

## Trama
En el cortometraje no aparece Alí Babá, pero si sus cuarenta ladrones, que son liderados por Abu Hassan (interpretado por Brutus). Popeye, Olivia y Pilón oyen por radio que Hassan atacó un pueblo de Arabia y deciden ir a atraparlo. Sin embargo, su avión se estrella en el desierto y los personajes se pierden en él. Tras caminar varios kilómetros llegan a un pueblo, donde son atacados por Abu Hassan y sus ladrones, los cuales secuestran a Olivia y Pilón. El marino persigue a los ladrones hasta su guarida secreta, donde se enfrenta a ellos, pero es superado por el gran número de contrincantes y es lanzado a un pozo. Antes de ser comido por un tiburón que vive en el pozo, Popeye abre una lata de espinacas y vence a Abu Hassan y a sus cuarenta ladrones.

## Reparto
- Jack Mercer como Popeye.
- Mae Questel como Olivia Olivo.
- Gus Wickie como Brutus / Abu Hassan.
- Lou Fleischer como Pilón.